# Campo di concentramento di Allach
Il campo di concentramento di Allach (noto anche come campo di concentramento di Monaco-Allach o di Dachau-Allach) è stato un campo di lavoro forzato istituito nel 1943 dalle SS nel sud della Germania.
Fornì la manodopera per le fabbriche di BMW, Dyckerhoff, Sager & Woerner, Kirsch Sägemühle, Pumpel Lochhausen e Organizzazione Todt. Contò un massimo di 17.000 prigionieri nel 1945; più di 1.800 morirono. Fu il più grande sottocampo del sistema di campi di Dachau. Un sottocampo più piccolo, Allach Porcelain, alias Porzellan Manufaktur Allach, con circa 40 prigionieri, produceva manufatti in porcellana.

## Storia

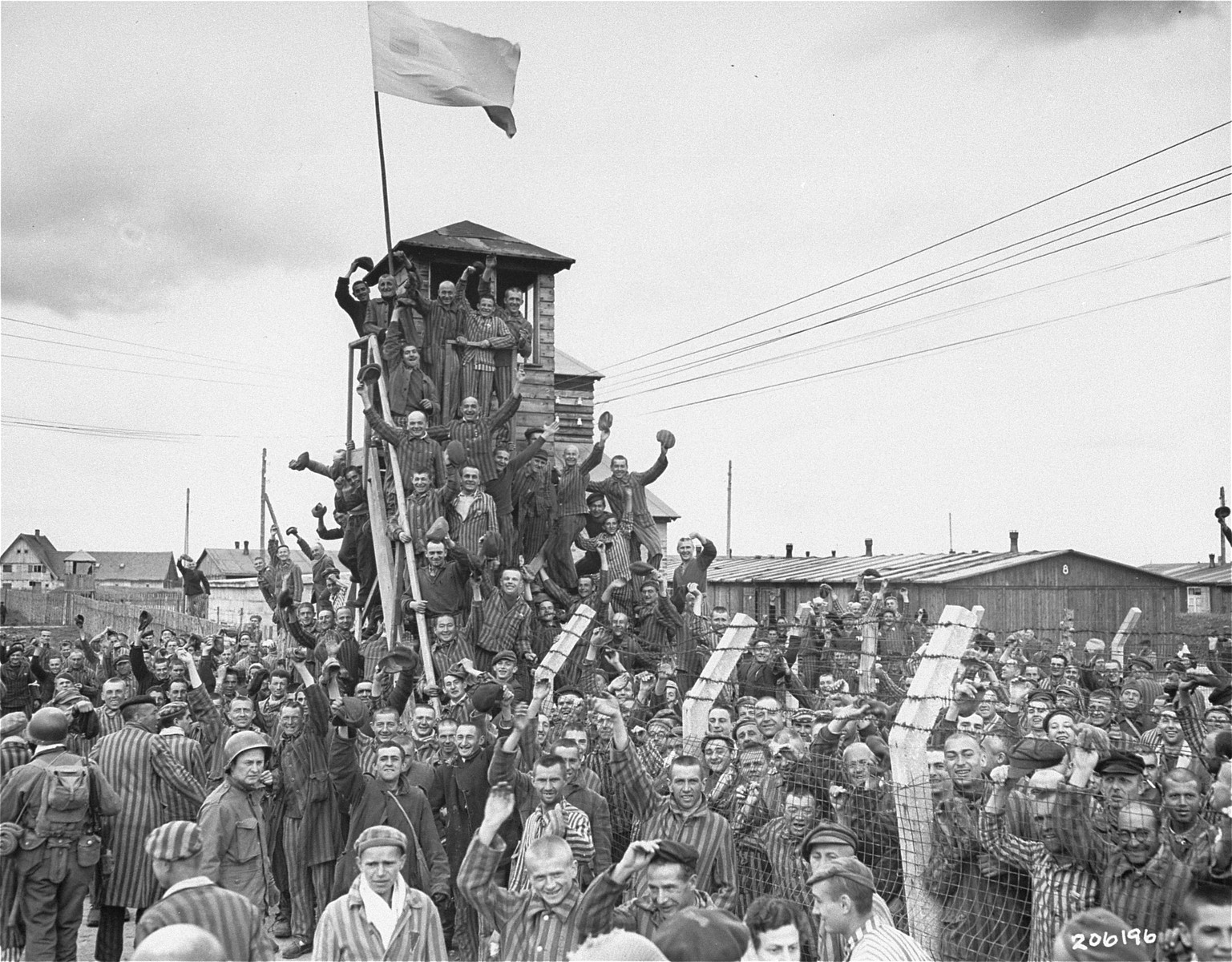
I sopravvissuti di Allach salutano l'arrivo delle truppe statunitensi.

Il campo di lavoro, comandato da Josef Jarolin, fu istituito il 22 febbraio 1943 per far fronte alla carenza di manodopera nell'industria degli armamenti e delle costruzioni della Germania nazista. Il controllo fu affidato a circa 800 SS dell'unità Totenkopf.

## Prigionieri

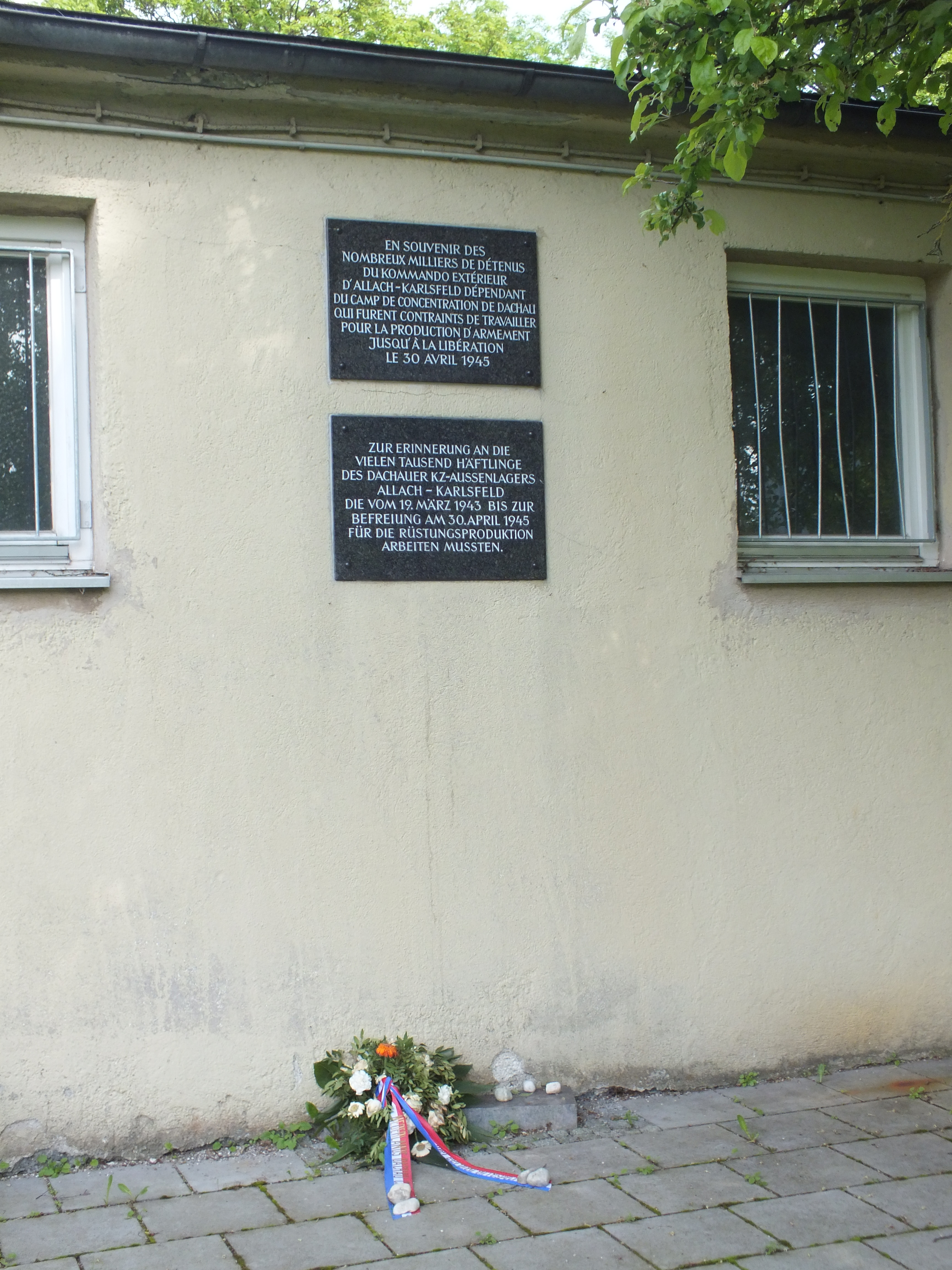
Ultimo edificio esistente del sottocampo Allach (barack Sanitär)

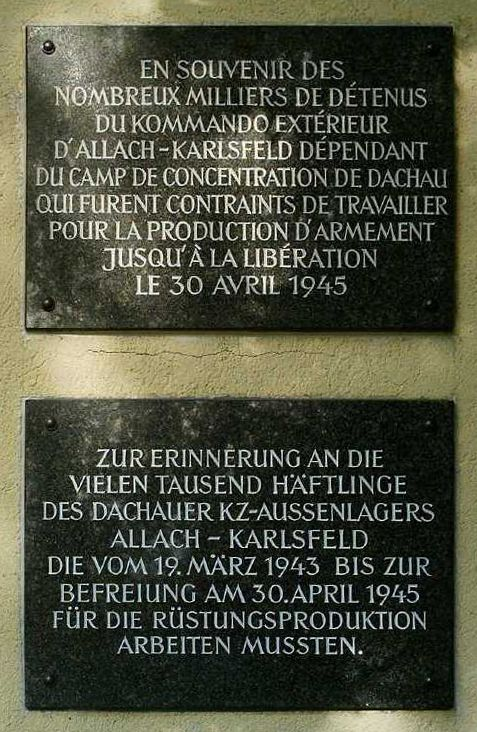
Lapide commemorativa posizionata su iniziativa del Comité International de Dachau nel maggio 1997.

I prigionieri erano divisi tra maschi e femmine e tra ebrei e non ebrei. Il loro numero variava; solitamente erano presenti 3.000-4.000 persone.
Il numero crebbe quando Allach divenne una delle destinazioni delle molte marce della morte e dei convogli provenienti da altri campi di concentramento. Il campo femminile era molto meno numeroso di quello maschile (200-300 persone). I prigionieri del reparto non ebraico erano principalmente francesi, sovietici, polacchi, spagnoli, cechi e olandesi; vi si trovavano anche i perseguitati razziali e gli oppositori del regime tedeschi.
Le morti erano dovute alla crudeltà delle SS, alla malnutrizione e all'inadeguatezza dei servizi igienici: per la mancanza di igiene scoppiarono epidemie di dissenteria, tifo, tubercolosi e scabbia.

## Lavoro in schiavitù
Fu il primo dei sette sottocampi che fornivano alla fabbrica di armamenti BMW i lavoratori schiavi, impiegati nella produzione e nella riparazione dei motori degli aerei BMW 801. L'intero sottocampo, comprendente 31 baracche destinate all'alloggio dei prigionieri, era circondato da un recinto elettrificato e sorvegliato da torri di guardia.

## Liberazione
I soldati statunitensi della 42ª Divisione di fanteria "Rainbow" entrarono ad Allach il mattino del 30 aprile 1945, un giorno dopo la liberazione del campo principale di Dachau. Per curare i detenuti malati, vi fu sposato Il 66º ospedale da campo, collegato alla 42ª Divisione della 7ª Armata degli Stati Uniti. Si conoscono i nomi e le origini di 1.800 prigionieri morti, ma il numero complessivo effettivo è molto più alto.
La caduta del Terzo Reich pose fine al polo industriale di Allach. Nel 1945 le fabbriche furono chiuse e mai più riaperte. Le aziende MTU Aero Engines e MAN Nutzfahrzeuge attualmente producono nelle strutture della BMW Flugmotorenbau GmbH.

## Nella cultura di massa
- Nel libro How Dark the Heavens: 1400 Days in the Grip of Nazi Terror di Sidney Iwens, un sopravvissuto, viene descritta la liberazione del campo.[10]
- Il filmato girato dall'operatore Gerzen della 7ª Armata degli Stati Uniti mostra alcuni frammenti della liberazione dei prigionieri.[11]